# 清道駅
清道駅（チョンドえき）は、大韓民国慶尚北道清道郡清道邑高樹8里にある、韓国鉄道公社（KORAIL）京釜線の駅。2008年12月1日現在、上りはセマウル号が5回、ムグンファ号が29回停車していて、下りはセマウル号が5回、ムグンファ号が26回停車している。
元々清道駅は今の駅舎より100余メートル北の地点にあったが、見窄らしい木造の一階建てで以前の南省峴駅の規模よりもっと小さかった。複線化の時現在地に移り建ててから近年に改築された。

## 駅構造
島式ホーム2面4線を有する地上駅。各ホームと駅舎は跨線橋で結ばれている。
駅に民俗博物館が併設されており、韓国鉄道セマウル号型動車（PP動車）が保存されている。

### のりば
| 1・2 | 京釜線（下り） | 密陽・三浪津・亀浦・釜山方面   |
| 3・4 | 京釜線（上り） | 東大邱・金泉・大田・ソウル方面 |

## 駅周辺
- 清道市場
- 清道邑事務所
- 清道高等学校
- 清道中学校
- 天恩弥勒仏院
- 韓国農村公社 慶山支社清道支所
- 密陽江

## 歴史
- 1904年1月1日 - 駅舎新築。
- 1905年1月1日 - 開業。
- 1946年11月1日 - 駅舎が火災により焼失。
- 1974年4月30日 - 駅舎新築。
- 1986年5月20日 - 5級駅に格上げ。
- 1987年1月5日 - 跨線橋新設。
- 1987年12月11日 - 現在の駅舎新築。
- 1997年3月5日 - 民俗博物館開館。
- 1997年10月10日 - 駅広場全面補修。
- 1999年10月1日 - 6級駅に変更。

## 隣の駅
韓国鉄道公社　
京釜線　　 
ITX-セマウル
慶山駅 - 清道駅 - 密陽駅
ムグンファ号
南省峴駅 - 清道駅 - 上東駅